# Équipe d'Angleterre de football à la Coupe du monde 1986
L'équipe d'Angleterre de football est éliminée en quart de finale de la Coupe du monde 1986.

## Effectif
| Numéro / Nom       | Numéro / Nom    | Club                | Date de naissance | J.              | Buts            |                 |                 |                 |
| Gardiens de but    | Gardiens de but | Gardiens de but     | Gardiens de but   | Gardiens de but | Gardiens de but | Gardiens de but | Gardiens de but | Gardiens de but |
| ------------------ | --------------- | ------------------- | ----------------- | --------------- | --------------- | --------------- | --------------- | --------------- |
| 1                  | Peter Shilton   | Southampton         | 18 septembre 1949 | 5               | 0               | 0               | 0               | 0               |
| 13                 | Chris Woods     | Norwich City        | 14 novembre 1959  | 0               | 0               | 0               | 0               | 0               |
| 22                 | Gary Bailey     | Manchester United   | 9 août 1958       | 0               | 0               | 0               | 0               | 0               |
| Défenseurs         |                 |                     |                   |                 |                 |                 |                 |                 |
| 2                  | Gary Stevens    | Everton             | 27 mars 1963      | 5               | 0               | 0               | 0               | 0               |
| 3                  | Kenny Sansom    | Arsenal             | 26 septembre 1958 | 5               | 0               | 0               | 0               | 0               |
| 5                  | Alvin Martin    | West Ham United     | 29 juillet 1958   | 1               | 0               | 1               | 0               | 0               |
| 6                  | Terry Butcher   | Ipswich Town        | 28 décembre 1958  | 5               | 0               | 1               | 0               | 0               |
| 12                 | Viv Anderson    | Arsenal             | 29 juillet 1956   | 0               | 0               | 0               | 0               | 0               |
| 14                 | Terry Fenwick   | Queens Park Rangers | 17 novembre 1959  | 4               | 0               | 3               | 0               | 0               |
| 15                 | Gary A. Stevens | Tottenham Hotspur   | 30 mars 1962      | 2               | 0               | 0               | 0               | 0               |
| Milieux de terrain |                 |                     |                   |                 |                 |                 |                 |                 |
| 4                  | Glenn Hoddle    | Tottenham Hotspur   | 27 octobre 1957   | 5               | 0               | 0               | 0               | 0               |
| 7                  | Bryan Robson    | Manchester United   | 11 janvier 1957   | 2               | 0               | 0               | 0               | 0               |
| 8                  | Ray Wilkins     | Arsenal             | 14 septembre 1956 | 2               | 0               | 0               | 1               | 0               |
| 16                 | Peter Reid      | Everton             | 20 juin 1956      | 3               | 0               | 0               | 0               | 0               |
| 17                 | Trevor Steven   | Everton             | 21 septembre 1963 | 3               | 0               | 0               | 0               | 0               |
| 18                 | Steve Hodge     | Aston Villa         | 25 octobre 1962   | 5               | 0               | 1               | 0               | 0               |
| 19                 | John Barnes     | Watford             | 7 novembre 1963   | 1               | 0               | 0               | 0               | 0               |
| Attaquants         |                 |                     |                   |                 |                 |                 |                 |                 |
| 9                  | Mark Hateley    | Milan AC            | 7 novembre 1961   | 3               | 0               | 1               | 0               | 0               |
| 10                 | Gary Lineker    | Everton             | 30 novembre 1960  | 5               | 6               | 0               | 0               | 0               |
| 11                 | Chris Waddle    | Tottenham Hotspur   | 14 décembre 1960  | 4               | 0               | 0               | 0               | 0               |
| 20                 | Peter Beardsley | Newcastle United    | 18 janvier 1961   | 4               | 1               | 0               | 0               | 0               |
| 21                 | Kerry Dixon     | Chelsea             | 24 juillet 1961   | 1               | 0               | 0               | 0               | 0               |
| Sélectionneur      |                 |                     |                   |                 |                 |                 |                 |                 |
|                    | Bobby Robson    |                     | 18 février 1933   |                 |                 |                 |                 |                 |

## Qualification
L'Angleterre se qualifie en finissant première d'un groupe comprenant l'Irlande du Nord, la Roumanie, la Finlande et la Turquie.

## Phase finale

### Premier tour
| Classement du groupe F |            |     |   |   |   |   |    |    |      |
|                        | Équipe     | Pts | J | G | N | P | BP | BC | Diff |
| 1                      | Maroc      | 4   | 3 | 1 | 2 | 0 | 3  | 1  | +2   |
| 2                      | Angleterre | 3   | 3 | 1 | 1 | 1 | 3  | 1  | +2   |
| 3                      | Pologne    | 3   | 3 | 1 | 1 | 1 | 1  | 3  | -2   |
| 4                      | Portugal   | 2   | 3 | 1 | 0 | 2 | 2  | 4  | -2   |

| 2 juin  | Maroc      | 0 | 0 | Pologne    |
| 3 juin  | Portugal   | 1 | 0 | Angleterre |
| 6 juin  | Angleterre | 0 | 0 | Maroc      |
| 7 juin  | Pologne    | 1 | 0 | Portugal   |
| 11 juin | Angleterre | 3 | 0 | Pologne    |
| 11 juin | Maroc      | 3 | 1 | Portugal   |

| 3 juin 1986                       | Portugal          | 1 - 0   | Angleterre | Estadio Tecnológico, Monterrey               |                                              |
| 16:00 · Historique des rencontres | Carlos Manuel 76e | (0 - 0) |            | Spectateurs : 23 000 Arbitrage : Volker Roth | Spectateurs : 23 000 Arbitrage : Volker Roth |
| 16:00 · Historique des rencontres | (Rapport)         |         |            | Spectateurs : 23 000 Arbitrage : Volker Roth | Spectateurs : 23 000 Arbitrage : Volker Roth |

| 6 juin 1986                       | Maroc     | 0 - 0   | Angleterre | Estadio Tecnológico, Monterrey                    |                                                   |
| 16:00 · Historique des rencontres |           | (0 - 0) |            | Spectateurs : 20 000 Arbitrage : Gabriel González | Spectateurs : 20 000 Arbitrage : Gabriel González |
| 16:00 · Historique des rencontres | (Rapport) |         |            | Spectateurs : 20 000 Arbitrage : Gabriel González | Spectateurs : 20 000 Arbitrage : Gabriel González |

| 11 juin 1986                      | Pologne   | 0 - 3   | Angleterre           | Estadio Tecnológico, Monterrey               |                                              |
| 16:00 · Historique des rencontres |           | (0 - 3) | Lineker 9e, 14e, 34e | Spectateurs : 23 000 Arbitrage : André Daina | Spectateurs : 23 000 Arbitrage : André Daina |
| 16:00 · Historique des rencontres | (Rapport) |         |                      | Spectateurs : 23 000 Arbitrage : André Daina | Spectateurs : 23 000 Arbitrage : André Daina |

### Huitièmes de finale
| 18 juin 1986                      | Angleterre                       | 3 - 0   | Paraguay | Estadio Azteca, Mexico                           |                                                  |
| 12:00 · Historique des rencontres | Lineker 31e, 73e · Beardsley 56e | (1 - 0) |          | Spectateurs : 99 000 Arbitrage : Jamal Al Sharif | Spectateurs : 99 000 Arbitrage : Jamal Al Sharif |
| 12:00 · Historique des rencontres | (Rapport)                        |         |          | Spectateurs : 99 000 Arbitrage : Jamal Al Sharif | Spectateurs : 99 000 Arbitrage : Jamal Al Sharif |

### Quarts de finale
| 22 juin 1986                      | Argentine        | 2 - 1   | Angleterre  | Estadio Azteca, Mexico                          |                                                 |
| 12:00 · Historique des rencontres | Maradona 51e 54e | (0 - 0) | Lineker 81e | Spectateurs : 115 000 Arbitrage : Ali Bennaceur | Spectateurs : 115 000 Arbitrage : Ali Bennaceur |
| 12:00 · Historique des rencontres | (Rapport)        |         |             | Spectateurs : 115 000 Arbitrage : Ali Bennaceur | Spectateurs : 115 000 Arbitrage : Ali Bennaceur |